# Þorsteinn Egilsson
No confundir con Thorstein Galge, hersir de Noruega.
Þorsteinn galge Egilsson (Thorstein, 945-1015), también Þorsteinn hviti (apodado el Blanco), fue un caudillo  vikingo de Borg á Mýrum, Mýrasýsla en Islandia. Era hijo del famoso vikingo Egil Skallagrímson. La saga de Egil Skallagrímson cita que fue un hombre sabio, tranquilo, amable y gran pacificador. De Þorsteinn descienden grandes escaldos y personajes de renombre, el clan familiar de los Myrmannaætta reivindicaron su estirpe. Þorsteinn también es mencionado en diversas sagas nórdicas: Saga de los Fóstbrœðra, saga de Gunnlaugs ormstungu, saga de Hænsna-Þóris, saga Þórðar hreðu, y saga de Laxdœla.

## Descendencia
Hacia 967 se casó con Jófríður Gunnarsdóttir (n. 951), hija de Gunnar Hlifarsson y Helga Ólafsdóttir (n. 908, hija de Olaf Feilan), con quien tuvo diez hijos:
- Grímur Þorsteinsson (968-978)
- Skúli Þórsteinsson
- Þorgeir Þorsteinsson (n. 972)
- Kollsveinn Þorsteinsson (n. 974)
- Hjörleifur Þorsteinsson (n. 976)
- Halli Þorsteinsson (n. 978)
- Egill Þorsteinsson (n. 979)
- Þórður Þorsteinsson (n. 981)
- Helga Þorsteinsdóttir, casada con Þorkell Hallkelsson (n. 940), un hijo de Hallkell Hrósskelsson.
- Þóra Þorsteinsdóttir (n. 985), casada con Þormóður Kleppjarnsson (n. 976) de Mýrasýsla.[11]

También tuvo dos hijos ilegítimos: Hrífla Þorsteinsson (n. 964) y Hrafn Þorsteinsson (n. 966).